# Viitina
Viitina – wieś w Estonii, w prowincji Võru, w gminie Rõuge.